# Vilne (Crimée)
Vilne (en ukrainien : Вільне), Volnoïe (en russe : Вольное) ou Frayleben (en tatar de Crimée) est une commune urbaine ukrainien située dans la république autonome de Crimée, en Ukraine, occupée par la Russie depuis 2014. Sa population s'élevait à 2 055 habitants en 2013.

## Géographie
Vilne est située au sud-ouest du raïon de Djankoï, à 25 km de son centre administratif et à 69 km de Simferopol. La voie ferrée Kharkiv – Kertch passe à 2,5 km de Vilne et la route Kharkiv – Simferopol à 5 km et proche de la base aérienne de Vesseloïe.

## Histoire
Dans les années 1920, fut fondé le village de Frayleben, qui signifie « vie libre » en yiddish, qui devint par la suite le kolkhoze « Frayleben ». À proximité fut aménagé un terrain d'aviation, qui reçut un premier appareil en mai 1940. Une escadrille soviétique de la Flotte de la mer Noire y était basée. Vilne a le statut de commune urbaine depuis 1995.

## Population
Recensements (* ) ou estimations de la population :
| 2001* | 2009  | 2011  | 2012  | 2013  |
| ----- | ----- | ----- | ----- | ----- |
| 1 833 | 2 015 | 2 036 | 2 063 | 2 055 |